# Cigeľ
Cigeľ (bis 1927 slowakisch „Cigľa“; deutsch Ziegel, ungarisch Cégely – bis 1907 Cigel) ist eine Gemeinde in der West-Mitte der Slowakei mit 1287 Einwohnern (Stand 31. Dezember 2024), die zum Okres Prievidza, einem Teil des Trenčiansky kraj, gehört.

## Geographie

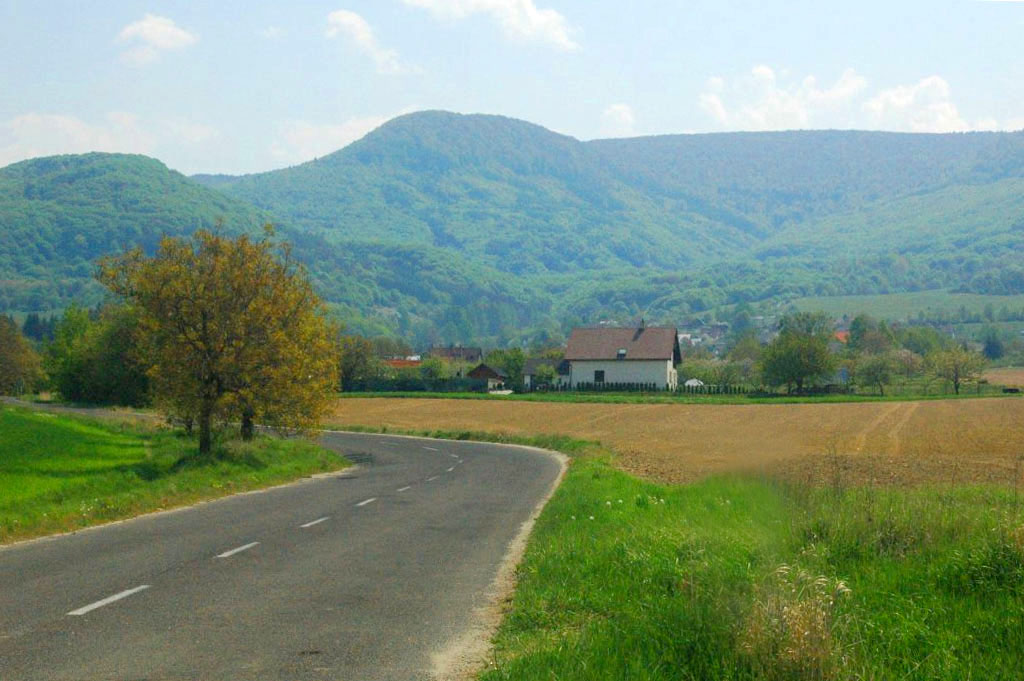
Berg Tlstý diel, von Cigeľ aus gesehen

Die Gemeinde befindet sich am Übergang vom Talkessel Hornonitrianska kotlina in das Vogelgebirge im Tal des Baches Ciglianka. Das 17,35 km² große Gemeindegebiet ist hügelig bis bergig und von illimerisierten und braunen Waldböden bedeckt. Das Ortszentrum liegt auf einer Höhe von 460 m n.m. und ist neun Kilometer von Prievidza entfernt.

## Geschichte

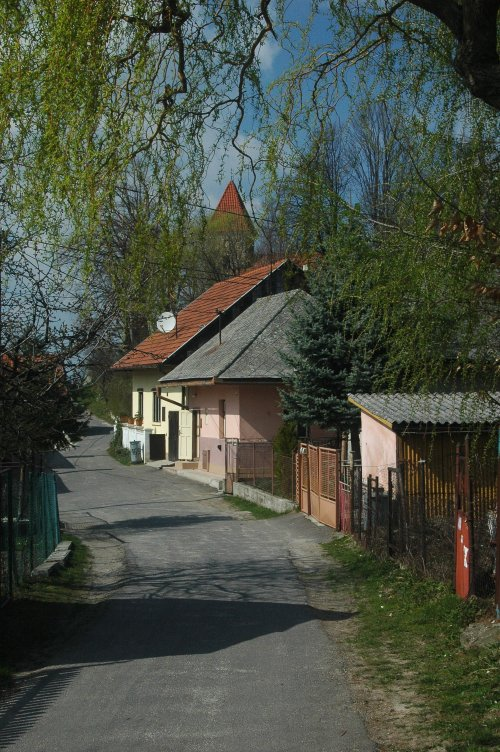
Straßenblick im Dorf

Cigeľ wurde zum ersten Mal 1362 als Luchka schriftlich erwähnt und entstand zuerst auf dem Gut der Burg Priwitz. Später gehörte das Dorf zu den Herrschaftsgütern der Burg Sivý Kameň und der Burg Weinitz. 1362 erhielt ein gewisser Peter von Šútovce den Ort vom Weinitzer Kastellan. Nach dem Aussterben seines Geschlechts kam die Familie Rescényi zum Besitz. 1461 wird der Name Cyglen erwähnt. 1553 sind in einem Steuerverzeichnis neun Porta verzeichnet, 1675 dann 33 Untertanen- und 15 Häusler-Familien. Im 17. Jahrhundert kauften die Pálffys die örtliche Vogtei.
1787 zählte man 42 Einwohner und 310 Einwohner, 1828 52 Häuser und 369 Einwohner. Die Einwohner waren Bauern und pendelten zur Saisonarbeit. Im 19. Jahrhundert gab es eine Mühle, eine Säge und eine Tuchwalke.
Bis 1918 gehörte der im Komitat Neutra liegende Ort zum Königreich Ungarn und kam danach zur Tschechoslowakei beziehungsweise heute Slowakei. Die örtlichen Einwohner nahmen 1944 am Slowakischen Nationalaufstand teil; als Vergeltung nahm eine SS-Truppe am 13. Januar 1945 130 Einwohner fest und tötete sieben von ihnen durch Folter.

## Bevölkerung
| Jahr                | 1994 | 2004    | 2014     | 2024    |
| ------------------- | ---- | ------- | -------- | ------- |
| Anzahl der Personen | 976  | 1036    | 1254     | 1287    |
| Unterschied         |      | +6,14 % | +21,04 % | +2,63 % |

| Jahr                | 2023 | 2024    |
| ------------------- | ---- | ------- |
| Anzahl der Personen | 1280 | 1287    |
| Unterschied         |      | +0,54 % |

Nach der Volkszählung 2011 wohnten in Cigeľ 1190 Einwohner, davon 1176 Slowaken und je ein Mährer, Russe, Serbe und Tscheche. Zehn Einwohner machten keine Angabe. 879 Einwohner bekannten sich zur römisch-katholischen Kirche, 13 Einwohner zur evangelistischen Kirche, neun Einwohner zur evangelischen Kirche A. B und je zwei Einwohner zur evangelisch-methodistischen Kirche und zur orthodoxen Kirche; vier Einwohner waren anderer Konfession. 209 Einwohner waren konfessionslos und bei 72 Einwohnern ist die Konfession nicht ermittelt.
Ergebnisse nach der Volkszählung 2001 (1003 Einwohner):
| Nach Ethnie: - 99,30 % Slowaken - 0,30 % Tschechen - 0,30 % Ukrainer | Nach Konfession: - 82,45 % römisch-katholisch - 14,26 % konfessionslos - 1,20 % keine Angabe - 0,30 % evangelisch |

## Bauwerke

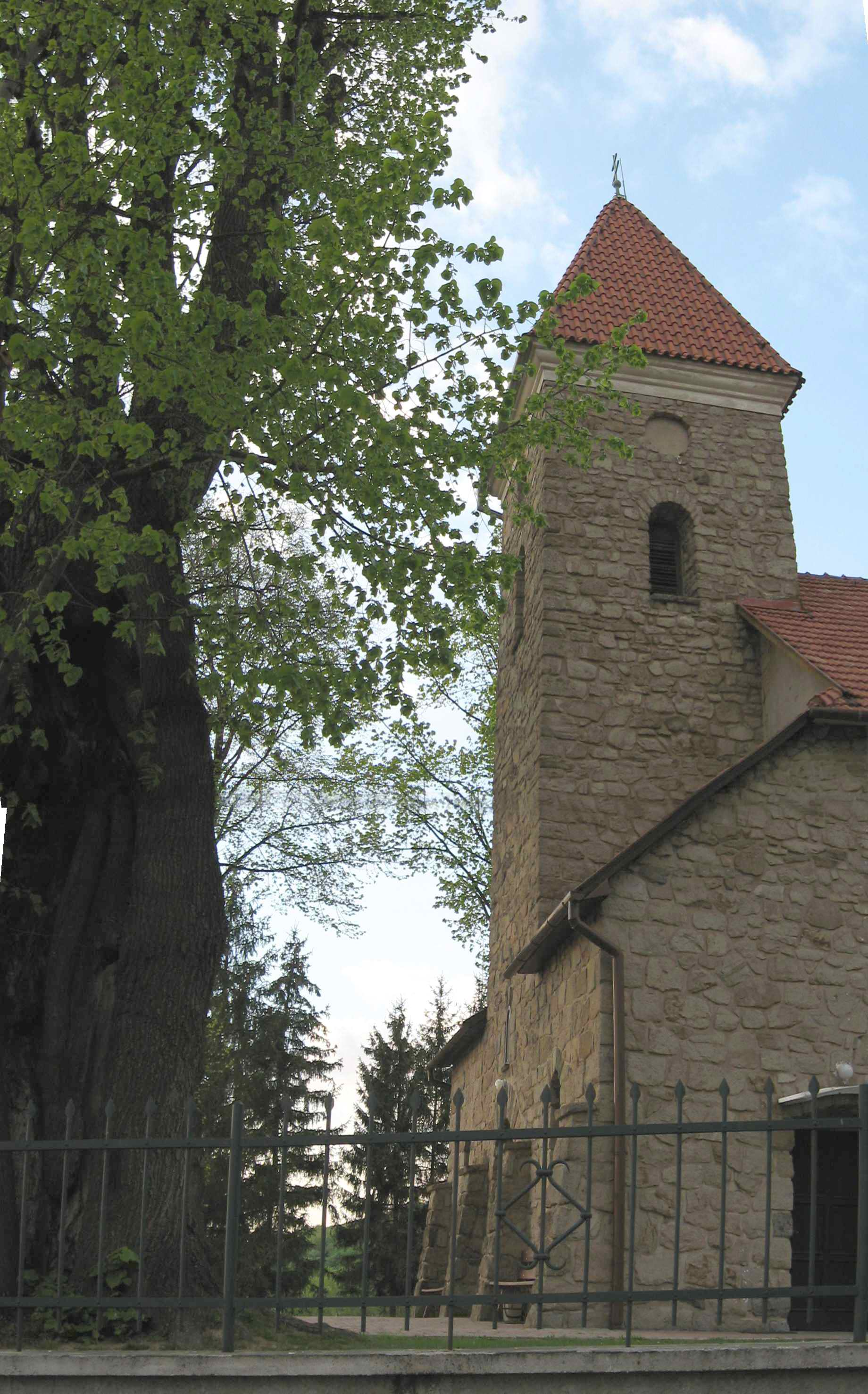
Kirche

- Römisch-katholische Kirche aus dem Jahr 1762